# Zorg en Hoop (katoenplantage)
Zorg en Hoop (ook geschreven Zorg-en-Hoop), in het Sranan Santigron, is de naam van een voormalige katoenplantage aan de linkeroever van de Matapiccakreek in Suriname. De plantage was gelegen tussen het chirurgijns etablissement (de dokterspost) Johanneszoon (stroomopwaarts) en de mond van de Tapoeripakreek (stroomafwaarts). De katoenplantage Zorg en Hoop ging op in de suikerplantage Boksweide.
A la bonne heure · Anna's Zorg · Akkerboom · Alliance · Alkmaar · Andresa · Auka · Andreesgift · Bantaskine · Barbados · Batavia · Beekenhorst · Belladrum · Bellevue · Belwaarde · Beninenburg · Berg en Dal · Bergen op Zoom · Berlijn (Commewijne) · Berlijn (Para) · Bethlehem · Boksweide · Boston · Botany Bay · Boxel · Bronswijk · Brouwerslust · Bruinendaal · Bucklebury · Buitenrust · Burnside · Cadrosspark · Caledonia · Campenburg · Cannewapibo · Catharina Sophia · Clevia  · Cliffort-Kokshoven · Clyde · Concordia · Concordia en een Kwart Lot · Courcabo · De Dageraad · De Goede Vriendschap · De Resolutie · De Vier Hendrikken · Diamond · Dijkveld · Domburg · Dordrecht · Eendragt · Elisabeth's Hoop · Ellen · L'Espérance (Nickerierivier) · L'Espérance (Surinamerivier) · Esthersrust · Fairfield · Fortuin · Flora · Florentia · Frederiksburg · Frederiksdorp · Frederikslust · Geertruidenberg · Geyersvlijt · Glensander · Gloria · Groot Chatillon · Groot Marseille · Guadeloupe · Hague · Hamburg · Hamilton · Hamptoncourt · Hannover · Hazard · Hebron · Hecht en Sterk · Hooyland · Hope · Houttuin · Huntly · Huwelijkszorg · Inverness · Jagtlust · Jodensavanne · Johan & Margaretha · Johanna Catharina · Johanna Maria · Johannesburg · John · Katwijk · Kent · Kerkshoven · Killenstein · Klein Bellevue · Kleinhoop · Krappahoek · Kroonenburg · Kwatta · La Jalousie · La Prosperité · La Rencontre · La Ressource (Saramacca) · La Ressource (Surinamerivier) · La Singularité · Laarwijk · Leasowes · Leliëndaal · Leonsberg · Livorno · Longmay · Lunenburg · Lust en Rust · Lustrijk · Maasstroom · Margarethenburg · Maria Petronella · Mariënbosch · Mariënburg · Margaretha's Gift · Mary's Hope · Meerzorg · Merveille · Moed en Kommer · Mon Bijou · Mon Souci · Mon Trésor · Monnikendam · Mopentibo · Morgenster · Moy · Nieuw Mocha · Nieuwzorg · Nieuwe Aanleg · De Nieuwe Grond · Nijd en Spijt · Novar · Nursery · Nut en Schadelijk · Onoribo · Onverwacht · Oranibo · Ornamibo · Overbrug · Overtoom 
· Oxford · Palestina · Paradise · Persévérance · Petersburg · Picardië · Peperpot · Pieterszorg · Plaisance · Poelwijk · Potosie · Purmerend · Reijnsdorp · Reijnsfort · Rijnberk · Roosenburg · Rorac · Rust en Werk · Rustenburg · Saltzhalen · Sans Souci · Saphir · Sarah · Sardam · Schaapstede · Schoonoord · Sinabo en Gelre · Sint Barbara · Sint Eustatius · Slootwijk · Sorgvliet · Spieringshoek · Standvastigheid · Suidwijn · Suzanna's Daal · Toevlugt (Surinamerivier) · Tout Lui Faut · Toledo · Totness · Tyronne · 't Vertrouwen · Victoria · Vierkinderen · Visserszorg · Voorburg · Voorzorg (Saramacca) · Vossenburg · Vredenburg · Vriendsbeleid en Ouderzorg · Vreeland · Waltonhall · Waldijk · Waterloo · Wederzorg · Welbedacht · Welgelegen (Commewijne) · Welgelegen (Coronie) · Welgevallen · Weltevreden · Wolffs Capoerica · Wolfenbüttel · 't Ylant · Zoelen · Zorg en Hoop (hout) · Zorg en Hoop (indigo) · Zorg en Hoop (katoen) · Zorg en Hoop (suiker)